# 2010 RF43
2010 RF43, وتكتب أيضا 2010 RF43 جرم وراء نبتوني يدور حول الشمس في حزام كايبر قدرة المطلق 3.7. ويصنف حاليا حاليا كجسم قرص متفرق. الفلكي مايكل يسرد هذا الجرم بأعتبارة كوكب قزم محتمل جدا.

## وصلة خارجية
- 2010 RF43 في قاعدة بيانات مختبر الدفع النفاث لأجرام النظام الشمسي الصغيرة

- الاكتشاف · مخطط المدار ·  العناصر المدارية · المعلمات المادية